# Brazilianite
La brazilianite est une espèce minérale composée de phosphate de sodium et aluminium de formule Na Al3 (PO4)2 (OH)4. Les pièces gemmes peuvent être taillées, comme pierre fine. Certains cristaux peuvent atteindre 20 cm.

## Inventeur et étymologie
Décrite en 1945 par Pough et Henderson, le nom dérive du terme anglais Brazil qui désigne le Brésil, pays du topotype.

## Topotype
District Conselheira Pena, État du Minas Gerais, Brésil. Echantillons déposés au National Museum of Natural History, Washington, D.C., États-Unis, No 105048.

## Cristallographie
- Paramètres de la maille conventionnelle : a = 11.229(6) Å, b = 10.142(5) Å, c = 7.098(4) Å ; β = 97.6°

## Gîtologie
- Dans les dépôts hydrothermaux riches en phosphates des zones granitiques ou des pegmatites.
- Dans les dépôts sédimentaires métamorphiques.

### Minéraux associés
- Mine de Córrego Frio, Brésil : albite, apatite, muscovite, tourmaline
- Palermo #1 mine, New Hampshire, États-Unis : apatite, quartz,  whitlockite
- Buranga pegmatite, Ruanda : augelite, apatite, amblygonite, bertossaïte,  lazulite, scorzalite

## Gisements remarquables
- Brésil
  - Conselheira Pena district, État du Minas Gerais[5]
- États-Unis
  - Palermo No. 1 Mine, Groton, Comté de Grafton, New Hampshire[6]
- France
  - Carrière de Beauvoir, Échassières, Ébreuil, Allier, Auvergne[7]
- Rwanda
Buranga pegmatite, Gatumba District, Western Province[8]

## Galerie

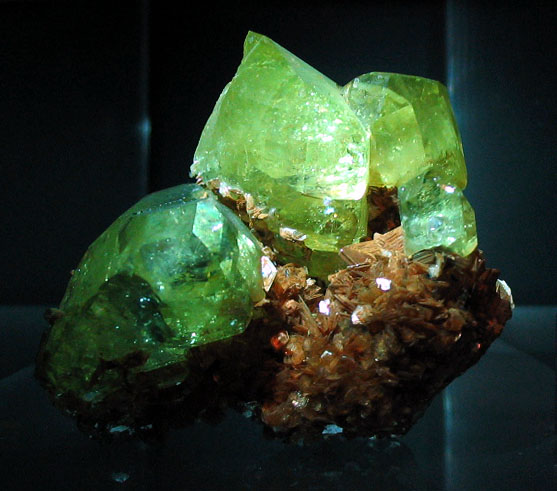
Brazilianite et muscovite - Brésil Natural History Museum de Londres
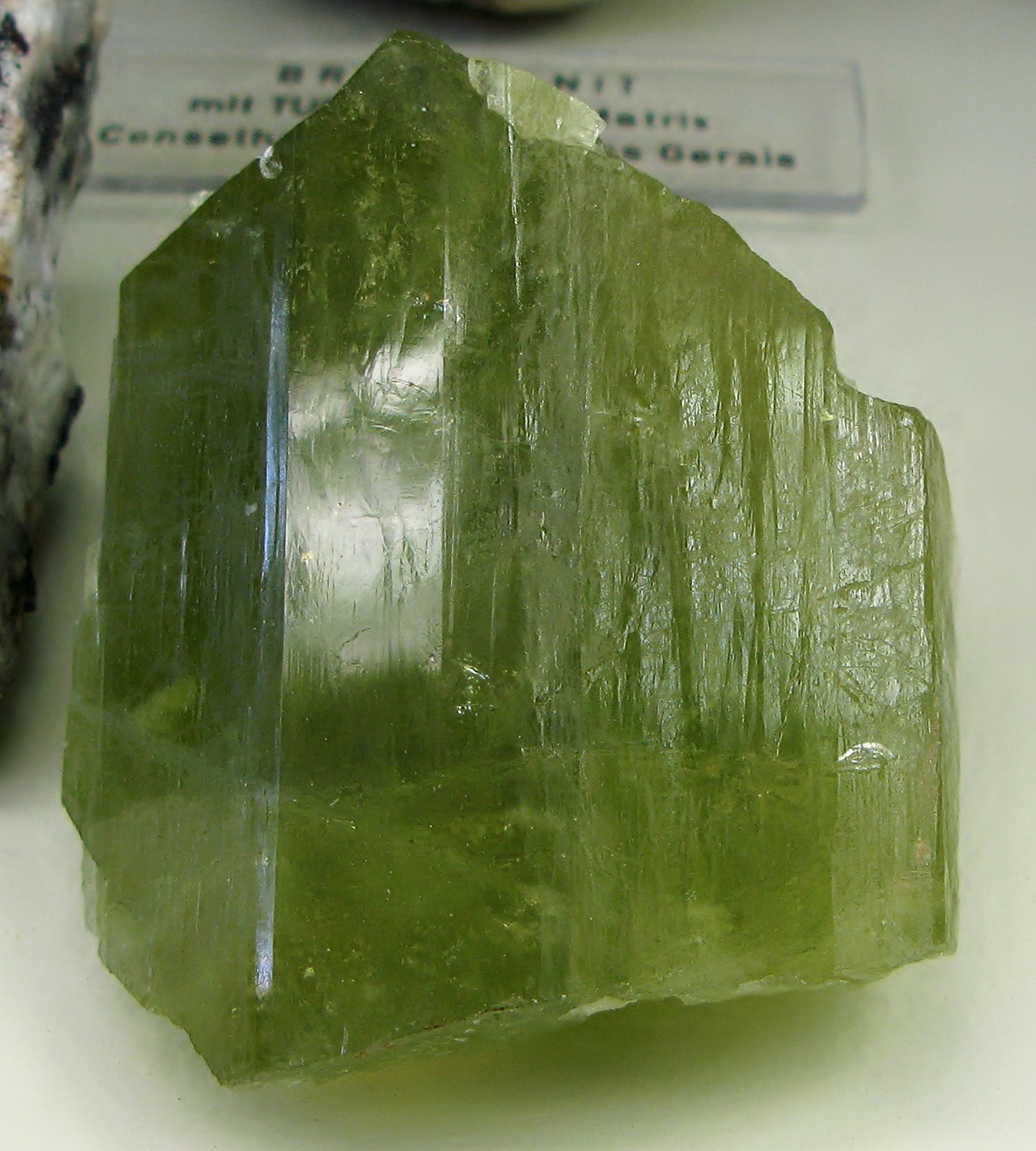
Brazilianite Galilea,  Brésil - Muséum, de Bonn, Allemagne